# 오스트라흐 전투
오스트라흐 전투(Battle of Ostrach)는 1799년 3월 20~21일에 일어났다. 이 전투는 제2차 대프랑스 동맹의 첫 번째 비이탈리아에 기반을 둔 전투였다. 이 전투는 카를 대공의 지휘 아래 장바티스트 주르당이 지휘하는 프랑스군을 상대로 오스트리아군의 승리를 가져왔다.
전투는 1799년 성주간에 비가 내리고, 짙은 안개가 낀 날에 벌어졌다. 처음에 프랑스군은 오스트라흐와 인근 호아키르흐 마을과 오스트라흐 습지의 여러 전략적 지점을 점령하고, 보유할 수 있었다. 교전이 시작되자, 합스부르크의 수적 우월성은 프랑스의 방어를 압도했다. 저녁이 되자 프랑스 좌익은 옆으로 쫓겨났고, 주르당의 부하들은 오스트라흐에서 풀렌도르프 고지로 후퇴했다. 이튿날 아침, 주르당이 반격을 고려하자 날씨가 깨졌고, 오스트리아 전투를 내려다볼 수 있었다. 오스트리아인들의 숫자와 성향은 그에게 어떤 공격도 쓸모가 없을 것이며, 그는 높은 곳에서 자신의 지위를 유지하기를 바랄 수 없다고 확신시켰다. 그가 물러나자, 그의 오른쪽 측면의 일부가 주력부대에서 차단되었다.
양측에서도 사상자가 발생했지만, 오스트리아군은 오스트라흐의 들판에서 훨씬 더 큰 전투력을 가지고 있었고, 콘스탄스 호수와 울름 사이의 선을 따라 뻗어 있었다. 프랑스군은 8%, 오스트리아군은 약 4%의 사상자가 발생했다. 프랑스군은 앙겐과 슈토카흐로 철수했고, 며칠 후 군대는 다시 교전했고, 이번에는 양측에서 더 큰 손실을 입었고, 오스트리아는 승리했다.

## 배경
처음에 신성 로마 제국 황제 요제프 2세와 같은 유럽의 통치자들은 프랑스 혁명을 단지 프랑스 왕과 신하들 사이의 사건으로 간주했으며, 그들이 간섭할 일이 아니라고 보았다. 그러나 수사가 더욱 과격해지면서, 다른 군주들이 경각심을 가지고 사건을 보기 시작했다. 1790년, 레오폴트 2세는 동생 요제프를 황제로 계승했고, 1791년에는 여동생 마리 앙투아네트와 그녀의 자녀들을 둘러싼 상황을 점점 더 경각심을 가지고 고려했다. 1791년 8월, 프랑스 망명 귀족들과 프로이센의 프리드리히 빌헬름 2세와 협의하여, 그는 필니츠 선언을 발표했는데, 이 선언문에서 그들은 유럽의 군주들의 이익을 루이 16세와 그의 가문의 이익과 하나임을 명시한 선언했다. 그들은 모호하지만, 왕실에 어떤 일이 일어나면, 매우 심각한 결과를 초래할 것이라고 위협했다.
프랑스 공화당의 입장은 점점 더 어려워졌다. 국제 관계의 문제를 복잡하게 만들면서, 프랑스 이민자들은 해외에서의 반혁명을 지지하기 위해 계속 선동했다. 그중 우두머리는 콩데 왕자, 그의 아들, 부르봉 공작, 그리고 그의 손자인 공작 당겐이었다. 프랑스 국경 바로 너머의 코블렌츠 기지에서 그들은 유럽 왕실의 군사 개입에 대한 직접적인 지원을 구하고 군대를 일으켰다.
1792년 4월 20일, 프랑스 국민공회는 오스트리아에 선전포고를 했다. 이 제1차 대프랑스 동맹(1792-1798)에서 프랑스는 포르투갈과 오스만 제국과 육지 또는 바다 국경을 공유하는 대부분의 유럽 국가들과 대결했다. 연합군은 베르됭, 카이저슬라우테른, 네르빈덴, 마인츠, 암베르크, 뷔르츠부르크에서 여러 차례 승리를 거뒀지만, 이탈리아 북부의 나폴레옹 보나파르트의 노력으로 오스트리아군은 후퇴했고, 레오벤 조약(1797년 4월 17일)과 캄포포르미오 조약(1797년 10월)의 협상으로 이어졌다.
이 조약은 라스타트에서 소집될 정확한 영토와 보상에 대한 세부사항을 해결하기 위해 관련 당사자 간의 회의를 요구했다. 프랑스는 원래 협상이 지연된 합의보다 더 많은 영토를 요구했다. 캄포포르미오에서의 합의와 라슈타트에서의 계속되는 회의에도 불구하고, 프랑스와 오스트리아의 제1차 대프랑스 동맹의 두 주요 전투국은 상대방의 동기에 대해 매우 의심스러웠다. 몇몇 외교적 사건은 협정을 훼손했다. 오스트리아인들은 지정된 영토를 양도하는 것을 꺼렸고, 라슈타트 대표단은 독일 왕자들의 손실을 보상하기 위해 합의된 영토의 이전을 조율할 수 없었거나 그렇지 않았다. 나폴리의 페르디난도 1세는 프랑스에 경의를 표하기를 거부했고, 나폴리 반란, 프랑스의 침공, 그리고 이후 파르테노페아 공화국의 설립이 뒤따랐다. 프랑스 공화국의 군사적 지원을 받아 부추킨 스위스주에서의 공화주의자들의 봉기는 헬베티아 공화국의 설립으로 이어졌다.
다른 요인들도 긴장 고조에 기여했다. 1798년 이집트로 가는 길에 나폴레옹은 몰타섬에 들렀고, 구호기사단들의 재산을 강제로 빼앗았다. 이것은 기사단의 명예 수장이었던 러시아의 차르인 파벨 1세를 화나게 했다. 더욱이 프랑스 총재정부는 오스트리아인들이 또 다른 전쟁을 시작하기 위해 묵인하고 있다고 확신했다. 사실, 프랑스 공화국이 약해 보일수록 오스트리아, 나폴리, 러시아 및 영국은 실제로 이 가능성에 대해 더 심각하게 논의했다.

## 전주
오스트리아의 카를 대공은 1월 말에 군대를 지휘했다. 그는 형제인 신성 로마 제국의 황제 프란츠 2세가 제시한 전략에 만족하지 않았지만, 프란츠와 제국궁정법원이 동의했던 덜 야심찬 계획(오스트리아는 방어전을 벌이고, 다뉴브에서 북부 이탈리아까지 지속적인 방어선을 유지)을 묵인했다. 대공은 아우크스부르크에서 동남동쪽으로 8km 떨어진 겨울 동안 프리트베르크에 주둔했다. 군대는 이미 아우크스부르크 주변의 구획에 정착하여, 레흐강을 따라 남쪽으로 뻗어 있었다.
1799년 겨울이 밝아오자, 3월 1일, 장바티스트 주르당 장군과 그의 군대 25,000, 이른바 다뉴브 군대는 켈의 라인강을 건넜다. 오스트리아인들이 스위스 고산 지대에 접근하는 것을 막으라는 지시에 따라, 다뉴브 군대는 표면상으로는 독일 연합군을 이탈리아 북부의 동맹국들로부터 격리시키고, 그들이 서로를 돕지 못하도록 막았다. 또한 프랑스군이 스위스에서 내부 고개를 보유하면 경로를 사용하여 두 극장 사이에서 자신의 군대를 이동할 수 있다. 거의 저항하지 않았던 다뉴브 군대는 검은숲을 통해 3개의 전열로 나섰고, 횔렌탈(횔레 계곡), 오버키르히와 프로이덴슈타트를 거쳐 제4군이 라인강의 북쪽 해안을 따라 진격했다. 주르당은 산의 동쪽 경사면에 자리를 잡으라는 충고를 받았을지 모르지만, 그러지 않았다. 대신, 그는 다뉴브 평원을 가로질러 밀고 로트바일과 투틀링겐 사이에 자리를 잡았고, 결국 슈바비아 상류에 있는 제국의 도시인 풀렌도르프를 향해 밀고 나갔다.

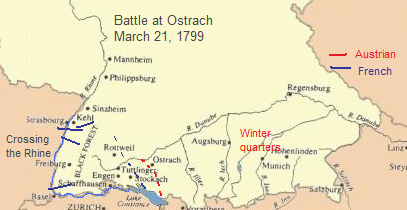
프랑스군은 프랑스에서 겨울을 나고, 라인강을 도하하여, 1799년 3월 오스트라흐로 진군했다. 오스트리아군은 바이에른에서 겨울을 나고 레흐강을 건너 동쪽에서 오스트라흐로 접근했다.

라인강을 가로지르는 프랑스의 진격 소식은 아우크스부르크에서 카를에게 도착하는 데 사흘이 걸렸다. 나우엔도르프 백작 프리드리히 요셉의 지휘 아래 있던 오스트리아 보후트(전진 경비대)는 세 개의 군대로 레흐강을 건넜는데, 첫 번째는 바벤하우젠에서 비베라흐 방향으로 행진했고, 두 번째이자 가장 강한 사람은 맘밍겐에서 발트제 방향으로 행진했고, 세 번째는 루트키르흐에서 라벤스부르크 방향으로 향했다. 대공의 지휘 아래 53,000명의 주력부대가 아우크스부르크, 란츠베르크, 숀가우에 의해 레흐강을 건넜고, 6,600명의 6개 대대가 울름의 다뉴브강을 건넜다. 안톤 슈타레이 중위의 지휘 아래 13,000명의 추가 병력이 레니츠 방향으로 노이마르크트를 향해 행진했다. 결국, 프리드리히 남작 폰 호체 장군의 지휘 아래 10,000명의 병력이 스위스의 펠트키르히에서 북쪽으로 행진했지만, 그들은 오스트라흐 전투나 이후 슈토카흐 전투에 참가하기 위해 제 시간에 도착하지 않았다.

### 현장
오스트라흐는 인구가 300명인 작은 마을이었다. 이 마을은 콘스탄스 호수의 영향력 있고, 부유한 교회 영토인 살렘의 시토회 제국 수도원에 속했다. 마을은 주로 농업에 전념했지만, 제국의 포스트 도로가 뻗어 있고 풀렌도르프가 연결되었다. 넓고 평평한 평야, 장소의 습지, 풀렌도르프 고지의 바닥과 마을 사이에 뻗어 있다. 낮은 언덕이 계곡을 울렸고, 마을은 그 이름을 딴 작은 시냇물에 의해 삐걱거리고 있었다. 오스트라흐 자체는 이 평야의 거의 북단에 있지만, 다뉴브강 자체에서는 약간 남쪽에 있었다. 두 군대는 이 작은 골짜기를 가로질러 서로 마주쳤고, 그해의 그 당시에는 매우 험난한 골짜기를 마주했다.

### 배치
3월 7일, 오스트리아 최초의 병사들이 오스트라흐에 도착했다. 프랑스 전진 경비대는 프랑수아 조제프 르페브르 장군의 지휘 아래 9일까지 도착했다. 전열에서 제25반여단과 경보병은 오스트라흐와 호아키르치 사이에 위치했다. 르페브르는 또한 53대대와 67반여단의 경보병, 후사르, 챠서, 용기병의 20대대, 야전 포병 조각의 각각 세 대대를 가지고있었다. 3월 12일경, 마을과 주변 농장들은 창기병(울라넨)과 후사르로 가득 찼고, 17일까지 오스트리아 전진 경비대는 부차우, 알트샤우젠, 발트제에 전방 기지를 세웠다. 카를의 나머지 군대는, 이 시점에서 거의 110,000명의 병력이 울름에서 콘스탄스 호수까지 한 줄을 따라 자리를 잡았다.
3월 18일까지, 주르당은 오스트라흐 위의 고지에 풀렌도르프에 본영을 세웠다. 그의 앞에는 기병대의 가장 큰 부분과 보병의 절반이 서 있었다. 후사르 4연대, 체발의 엽기병 1연대, 제17 용기병 두 대대를 포함한 이 센터는 클라인 장군의 지휘 아래 오스트라흐 뒤에 놓여 있었다. 주르당은 그들을 세 개의 군대로 나누었는데, 사울가우가 진영에서 가장 강하고, 다른 하나는 알트샤우젠 방향으로 도로에, 세 번째는 프리드베르크 마을에 있었다.
로랑 생시르가 지휘하는 7,000명의 병력으로 르페브르 사단의 측면은 다뉴브 강까지 확장되었다. 전투가 시작될 무렵, 반담메는 여전히 슈투트가르트 주변에 있었고, 3,000명의 병력과 함께 그곳에 주둔할 오스트리아군을 헛되이 바라보고 있었고, 그는 전투에 참여하지 않았다. 페리노의 지휘 아래 맨 오른쪽은 풀렌도르프에서 콘스탄스 호수 또는 보덴시까지 남쪽으로 기울어졌다. 장-조셉 앙즈 도풀 장군이 이끄는 3,000명의 기병대 예비군에는 제53 반여단의 대대가 포함되어 있었고, 풀렌도르프 주변 가까운 부대에서 기다렸다.

## 전투
주르당은 자신의 지위가 오스트리아보다 우월하다고 생각했고, 자신의 지위와 오스트리아 전선 사이의 습지 평야에 의해 보호받는 것처럼 보호받았고, 자신의 지위를 공고히 할 사흘이 더 필요하다고 생각했다. 그의 군대는 호스키르히(Hoßkirch)를 점령했고, 그가 전략적이라고 생각한 몇 가지 다른 점들, 즉 사울가우 (오늘날 바트 자울가우)를 통과 한 둑길 (포스트 로드), 동쪽으로 11km 떨어진 알트 샤우젠 마을, 프리드베르크 마을, 오스트라흐의 북동쪽으로 5km. 이 위치들은 오스트라흐 주변에 둘레를 만들었다. 그는 대공이 아우크스부르크에서 오스트라흐 근처까지 강제 행진하여 도착했다는 것을 알지 못했다. 주르당은 카를 군대의 주력부대가 적어도 사흘 동안 행진하고 있다고 생각했다. 1799년 성주간이 되자, 카를의 군대 중 1/3 이상, 48,000명의 혼성 군대가 주르당과 평행한 대형에 배치되었고, 그의 남은 72,000명의 병력은 멤밍겐 근처의 중심인 켐프텐의 좌익으로 배치되었고, 오른쪽 측면은 울름으로 확장되었다.

### 교전
군대가 그들의 위치에 모였을 때, 측면과 전방 전초 기지는 여러 번의 전투에서 서로 마주쳤다. 실제로 그들은 두 군대의 전초 기지가 거의 겹칠 뻔한 3월 19일까지 7일 동안 교전을 벌였다. 우익에서 페리노 장군의 부하들은 오스트리아의 자원봉사 보병대와 국경 후사르 연대 중 한 곳에서 온 경기병대를 만났고, 여러 장교를 포함하여 각각 70명과 80명의 포로를 잡았다. 이 모든 일은 오스트리아인들이 공식적인 전쟁 선포가 있다는 것을 알지 못한 채 일어났다. 3월 20일, 프랑스 사절이 선진 경비대 여단을 지휘하는 주요 장군 슈워젠베르크 왕자의 수용소에 도착했다. 사절은 비엔나에서 전쟁 선언서를 가지고 있는지 물었고, 슈워젠베르크가 그러한 선언을 받지 못했다는 소식을 듣고 캄포포르미오에서 수립된 휴전이 끝났으며, 프랑스와 오스트리아 사이에는 전쟁 상태가 존재했다고 알렸다. 주르당 장군은 사자가 떠났을 때 일반 공격을 시작했다고 전해진다. 다른 소식통들은 공격의 규모를 감당하지 못한다.
처음에 프랑스 전진 경비대의 힘은 오스트리아 우익의 가장 앞을 오스트라흐에서 동쪽으로 6.2km 떨어진 사울가우와 라첸루테로 밀어 넣었고, 슈센 강에 맞서 오스트리아 주군을 지원했다. 장 빅토르 타로의 보병, 경보병, 기병대의 혼합 여단은 바렌도르프에서 오스트리아군을 만나 땅을 포기하도록 강요했다. 즉시, 카를은 증원군을 보냈고, 오스트리아군은 잃어버렸던 것을 되찾았다.
프랑스 전열의 중심, 오스트라흐에서 동남동쪽으로 3km 떨어진 호스키르히에서 르페브르 장군의 부대는 오스트리아군을 공격하여 하루 종일 지속되었다. 오스트리아 전열에는 노련한 그렌저 (국경) 연대, 벡시 후사르 및 일부 창병이 포함되었다. 르페브르의 초기 공격은 오스트리아 계급에 혼란을 야기했지만, 랜서스는 격렬하게 반격했고, 그렌저스와 후사르와 합류하여 오스트라흐강 계곡을 따라 프랑스군을 추격했고, 차세르스 8연대 네 대대를 잘라냈다. 르페브르의 군은 네 개의 대대, 1200마리의 말, 6문의 대포를 가진 오스트리아인들에 의해 마을에서 쫓겨났다. 몇 개의 경포, 제국친위대 엽기병연대, 후사르 기병, 용기병의 17 연대와 같은 추가 지원군을 모집한 후, 르페비르는 마을을 다시 점령할 수 있었다. 그러나 3월 21일 0500년경, 그는 주르당에게 오스트리아인들의 모든 직책에서 공격을 받고 있다는 소식을 보냈고, 그들은 곧 일반적인 교전을 기대해야 한다.

### 전면전
카를은 그의 군대를 여러 부대로 나눴고, 1,000명에 가까운 오스트리아 병력은 여러 진지에 대한 동시 공격으로 무력을 행사했다. 나오엔도르프의 전진 부대는 생시르의 진지에 11대대와 20대대와 함께 움직였다. 오른쪽 부대의 주력으로 뒤를 쫓아 뒤로, 퓌르스텐베르크는 프랑스군을 다비드스바일러에서 밀어내는 데 거의 어려움이 없었고, 북서쪽으로 5km 떨어진 루퍼스바일러로 진격했다. 그의 군대는 생시르의 얇은 유인 전열의 요소들을 압박했고, 전열은 측면과의 접촉을 유지하기 위해 천천히 뒤로 떨어졌다. 메르벨트 백작 막시밀리안은 생시르의 왼쪽 측면을 공격하면서 전선을 계속 압박했고, 이는 무너지기 시작했다. 더 남쪽으로, 월리스 백작 올리비에가 18대대와 42대대로 구성된 부대로 오스트라흐와 살렘에 있는 페리노 군 사이에 있는 리드하우젠에 있는 프랑수아-자비에르 옥타비 폰테인 장군의 프랑스 전선을 공격했다. 이 작전에서 십자포화는 프랑스군을 가두었고, 리트하우젠에서는 엄호할 수 없어 양쪽 모두 깎여나갔다.
카를 자신도 사울가우를 지나는 둑길인 높은 길을 따라 부대를 맡았다. 호스키르히와 오스트라흐 사이의 지점에서 르페브르를 공격하기 위함이었다. 이 병력 배치에서 카를은 오스트라흐의 위치에서 프랑스 전열의 중앙을 떼어내고, 중앙군으로부터 양익을 고립시켜 둘 다 따로 각개격파를 하려고 시도했다.
오스트라흐에서 프랑스군에 대한 두 부대의 결집은 오스트리아군의 수적 우위성을 입증했다. 모든 측면에서 오스트리아군은 프랑스군을 압도하며 위협했다. 주르당은 그의 부하들이 붉은 코트 구름 아래에서 사라졌다고 썼다. 오스트리아 대대 이후 대대는 프랑스 방어에 맞서 몸을 던졌다. 늦은 아침이 되자, 카를의 군대는 프랑스군을 호키르치에서 밀어내고, 오스트라흐로 들어갔는데, 프랑스군은 주르당이 증원군을 보낼 때까지 거의 패배했다. 전투는 1600년경까지 치열하게 유지되었는데, 프랑스군이 풀렌도르프를 향해 물러났을 때, 오스트리아 기병대의 지원을 받았다. 오스트라흐를 벗어나 풀렌도르프 주변 도로 위에 프랑스군은 소울럼 예비대로 보강된 새로운 방어선을 형성했고, 오스트리아군을 공격할 수 있는 고도의 이점을 누렸다. 빗발치는 머스킷총 사격에도 불구하고, 카를의 전략은 효과가 있었다. 아직 공격을 받지 않은 극우익(페리노의 군대)은 살렘 수도원으로 후퇴하여 프랑스 중앙군과 연락을 유지했다.
풀렌도르프 고지에서 싸움이 새롭게 시작되었다. 카를은 오스트라흐 시내를 가로질러 각각 8개의 대대로 구성된 두 개의 강한 부대를 보냈다. 프랑스군은 막대한 손실을 입었지만, 땅을 포기하지 않은 오스트리아군에게 사격을 퍼부었다. 밤에 퓌르스텐베르크는 프랑스 전선을 뚫고 아인하르트로 향했고, 주르당의 주력부대를 옆으로 뻗어 생시르를 차단했다. 더 남쪽으로, 월리스는 퐁텐과 페리노에게도 똑같이 하겠다고 위협했다. 어두워지자 전투의 첫날이 끝났다.

### 퇴각
주르당이 또 다른 공격을 시도할지를 고민하던 중 안개가 걷히면서 그의 아래 모습이 드러났다. 그는 이후 이렇게 썼다.
| “ | .. 우리는 기병과 보병의 거대한 전열을 발견했다.과장하지 않고, 우리의 선진 경비병과 교전한 군대는 25,000명에 달했다고 말할 수 있다. 나는 이제 그러한 우월한 군대에 대항하여 더 이상 저항할 수 없다는 것과 적들이 좌익에서 얻은 이점으로부터 사단이 위험에 빠진 것을 깨달았다. 그래서 나는 술트 장군에게 사단과 함께 풀렌도르프 직전 진지로 물러나라고 명령했다. | ” |

그는 틀렸다. 프랑스 전진 부대와 교전한 오스트리아군은 50,000명에 가까웠으며, 카를의 군대의 주요 부대를 구성했으며, 그 전진 부대가 아니었다. 밤에 카를도 낮에 풀렌도르프 고지를 다시 공격하기 위해 추가 군대를 이동시켰다.
3월 21일, 2200년, 주르당은 부상자를 슈토카흐를 경유하여 스위스의 샤프하우젠으로 이송하라고 명령했다. 그 후 주요 군대는 3월 22일 이른 아침에 자체 후퇴를 시작했다. 도풀의 예비 부대는 먼저 떠났고, 슈토카흐를 통해 에미겐 옵 에크(Emmingen ob Egg)로 철수했다. 주르당에 따르면, 퇴각은 완벽한 순서로 발생했으며, 특히 적의 사격에 맞서 다리를 폭파한 사퍼 (sappers) 중대의 지원을 받아 이후 척탄병처럼 싸웠다. 오스트리아군은 오른쪽 측면에서 생시르의 군대를 앞섰고, 최남단 지점에 있던 페리노 장군은 살렘으로 후퇴하여 나머지 프랑스군과 전선을 유지했다. 제1사단이 콘스탄스 호수의 우벌링겐 손가락의 북쪽 끝에있는 보드만으로 철수했을 때, 군대의 일부는 슈워젠베르크 왕자의 여단인 카를 필리프의 제2 창기병에 의해 포위되고 차단되었으며, 500명 이상이 포로로 잡혔다.
다른 출처는 주르당의 퇴각에 대한 평가에서 덜 냉담하다. 주르당의 군대, 특히 그의 왼쪽 측면은 심하게 압박을 받았다. 프랑스 전선은 병사들이 뒤로 물러나면서 양쪽 끝에서 스스로 무너졌다. 나중에 타임즈에 보도된 파리로의 파견은 프랑스의 의도가 탈영자에 의해 오스트리아인들에게 배신당했다고 주장했지만, 이것이 오스트리아인들이 공격한 명백한 놀라움을 설명하려는 주르당의 사악한 시도였다는 증거가 있다. 영국의 한 보고에 의하면 프랑스 사령관이 그의 밑에서 두 마리의 말을 쏘았다고 주장했지만, 주르당 자신은 말 한 마리만 총에 맞았고, 그는 땅에 던져져 기절했다고 보고했다. 르페브르는 손목에 머스켓 공을 받았고, 들판에서 운반해야 했다. 그의 사단의 지휘권은 떠오르는 별 장드디외 술트에게 주어졌다. 더욱이, 프랑스 우익 (페리노의 군대)의 상당 부분이 주력 세력에서 차단되어 포로가 된 상당수의 출처가 명확하지 않다. 마침내 프리드리히 폰 호체 장군은 펠트키르히에서 온 10,000명의 병력과 함께 빠르게 북쪽으로 향하고 있었고, 남쪽에서 주르당의 군대를 공격할 준비를 하고 있었다.

## 여파
결국, 주르당은 먼저 메스키르히(Meßkirch, 때로는 메스키르흐 또는 뫼키르치로 표기됨)로 철수했고, 그 도시가 더 이상 방어할 수 없을 때, 스톡타흐로 돌아갔다가 다시 엔겐으로 돌아갔지만, 그는 군대가 잘 어울렸다고 썼다. 그는 프랑스의 용기가 노예 제도를 극복했다고 썼다. 그의 부하들은 많은 오스트리아 포로들을 붙잡았고, 그는 또한 많은 오스트리아인들이 전쟁터에서 죽거나 부상을 입었다는 것을 알고 있었다. 그의 군대 자체는 손실을 입었지만, 죽음에 대한 그들의 용기는 오스트리아인들의 야심찬 폭정과 일치했다: 카를은 그의 군대를 열심히 몰아냈고, 그는 썼다, 그리고 오스트리아인들은 용감하고 자유를 사랑하는 프랑스인들을 추구하지 않을 것이다. 카를 대공이 프랑스군을 추격하지 못한 것은 주르당이 패해서 후퇴한 것이 아니라, 전략적 철수였다는 인식을 확증했다. 주르당은 아마도 카를이 남쪽에 군대와 함께 지속적이고, 질서정연한 방어선을 유지하라는 명령을 받았다는 것을 몰랐을 것이다.
주르당 자신의 평가는 파리의 고위직의 평가와 일치하지 않았으며, 그는 전투력의 12%를 잃은 것과 적의 4% 미만의 손실은 무승부에 해당하지 않는다는 것을 인정했다. 더욱이, 오스트리아군이 라인강 상류와 콘스탄스 호수에 접근하는 것을 막으려는 이 첫 번째 시도는 성공하지 못했다. 다른 고려사항들이 있었는데, 주로 주르당은 단순히 이 전투뿐만 아니라 그 이후의 전투에서도 싸울 충분한 인력이 없었다는 것이다.

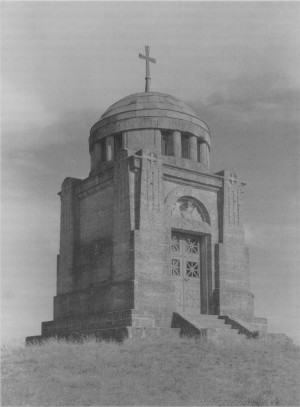
이 기념비의 건축가는 호엔촐레른가 관리인 빌헬름 프리드리히 라우르였다.

오스트라흐 전투 기념비는 약 5m, 8m 높이의 땅에서 솟은 작고, 정사각형 건물이다. 간단한 십자가로 덮인 3m 돔은 기념물을 덮는다. 재질은 대리석으로 되어 있으며, 간단한 이중문이 있다.
카를 대공은 군대를 보내 후퇴하는 적을 추격, 점령하거나 퇴각하는 적을 괴롭히지 않았다. 카를은 천천히 추격했다. 비엔나의 가장 중요한 방어 전략에 불만을 품고 있었고, 군대는 무려 48km를 행진하며 지쳐 있었다. 그리고 전투 자체도 의심할 여지없이 악천고투를 치루었다. 비, 안개 속에서 싸웠고, 폭우와 눈이 녹아 더 흐릿한 지형에서 싸웠을 수도 있었다. 그럼에도 불구하고, 그는 일주일 이내에 이러한 단점을 보완했다. 주르당이 오스트라흐와 풀렌도르프를 떠난 지 5일 후, 프랑스군과 오스트리아군은 슈토크카흐에서 전투를 계속했다. 이번에는 결정을 논할 수 없었다. 다뉴브 군대는 영토를 보유할 수 없었고, 검은숲으로 철수했다.
주르당이 지적했듯이 오스트라흐에서의 전투는 짙은 안개와 끔찍한 날씨로 인해 적의 움직임을 관찰하는 데 방해가 되었지만, 오스트리아의 움직임에 눈을 멀게 한 안개는 카를 대공을 방해하지 않는 것처럼 보였다. 그러나 안개와 비는 전투의 상황에 중요한 역할을 했다. 지역 차원에서, 성목요일(Gründonnerstag)이었던 20일의 비오는 밤에 다뉴브강이 범람하여 오스트라흐로 역류하여 자체 둑을 무너뜨렸다. 홍수는 파괴를 의도한 두 군대 사이에 300명의 민간인을 고립시켰다. 앞으로 무슨 일이 일어날지 불안해 하던 오스트라흐 주민들은 지하실에 옹기종기 모여들었고, 머리 위에서 전투성이 우레와 같이 울리자 숨을 헐떡였다. 놀랍게도, 그들은 부활절 일요일에 부상자를 돌보고, 전투에서 사망한 4,000명 정도의 군인을 매장하는 데 도움을 주었음에도 불구하고 아무도 죽지 않았다.

## 전투기념비
1903년 이전에, 단순한 나무 십자가는 마을이 내려다 보이는 언덕인 Buchbuhl과 전투의 많은 부분이 발생한 남동쪽의 평원에 위치한 전투 장소를 기념했다. 1903 년에, 전투를 기리기 위해 기념물이 세워졌다. 1945년 프랑스 군대가 이 지역에 도착했을 때, 그들은 기념비를 폐쇄했다. 지역 목사는 예배당이라고 부르며 다시 열도록 격려했다.